# Miguel Gutiérrez
Miguel Gutiérrez (7 de maio de 1931 - 1 de fevereiro de 2016) foi um ex-futebolista mexicano que competiu na Copa do Mundo FIFA de 1958.